# Río Amable du Fond
El río Amable du Fond es un río en el Distrito Nipissing, Ontario, en la parte norte de Ontario, Canadá. Fluye desde el lago Pipe a través de Kawawaymog, por el lago Norte Tea, el lago Manitou y el lago Kioshkokwi en la zona  noroeste del Parque Algonquin para unirse al río Mattawa en Calvin, Ontario lado del Parque Provincial Samuel de Champlain. Se trata de un curso de 84 km de largo que desciende 246 metros (800 pies).
El río lleva el nombre de un cazador y trampero nativo que vivía en esta área a mediados del siglo XIX. En una época, el río fue utilizado para transportar troncos río abajo, hasta el río Mattawa. Un embalse de madera fue construido para desviar los rápidos en el desfiladero de Eau Claire. Muchos excursionistas con canoas utilizan el río como un punto de acceso para entrar al Parque Algonquin. El parque cuenta con un punto de acceso situado en Kawawaymog (Lago Round), desde el punto de acceso hay solo una remada corta hasta el Portal del parque.
En el año 2002 fue propuesto un proyecto para establecer un vínculo ecológico entre el Parque Provincial del RíoAmable du Fond,  el Parque Provincial de Algonquin y Parque Provincial Samuel de Champlain.

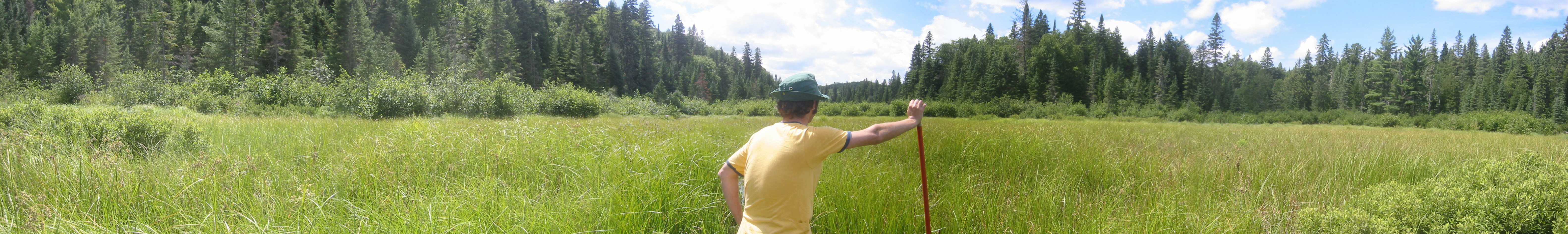
El RíoAmable du Fond entre los Lagos Kioshkokwi y Manitou, a finales de agosto (con muy poca agua).